# Piscina Carlo Zanelli
La piscina comunale Carlo Zanelli è la principale piscina di Savona nonché l'impianto ufficiale della società pallanuotistica Rari Nantes Savona, al cui interno ha la propria sede.

## Storia
La piscina, inizialmente scoperta, è inaugurata nel 1985. Negli anni duemila l'impianto subisce un radicale intervento di ristrutturazione finalizzato alla copertura della stessa che, a causa di un prolungamento dei lavori, ne ha resa necessaria la chiusura per ben 5 anni. Il 19 novembre 2010 la piscina è stata finalmente riaperta e con l'occasione è stata intitolata all'ex sindaco di Savona ed ex presidente della FILPJ Carlo Zanelli.
Ad Aprile 2013 si ha l'approvazione del bilancio: i denari avanzati serviranno a proseguire i lavori alla piscina Zanelli e al restyling ridotto del Teatro Chiabrera.
A Luglio 2015 il comune di Savona apre la gara d’appalto per il secondo lotto di lavori.
A Settembre 2019 va deserto il bando per la costruzione del secondo lotto della piscina Zanelli.
A Giugno 2021 il gruppo consiliare del Partito Democratico presenta una mozione in consiglio comunale per chiedere quanto prima la realizzazione della seconda vasca di piscina Zanelli.
Ad Aprile 2022 il comune di Savona presenta la domanda per ottenere il finanziamento per il secondo lotto della piscina Zanelli: il progetto è ammesso alla fase 2 del bando Pnrr e costa più del previsto.
A Dicembre 2022 è approvato il progetto definitivo del secondo lotto.
Il 21 Febbraio 2023 il consigliere comunale di minoranza Fabio Orsi attacca la giunta comunale sul destinare altri 380'000€ per andare a coprire l’ennesimo aumento di costi del secondo lotto della piscina. Gli assessori Ilaria Becco e Francesco Rossello, in vista della commissione bilancio del 22 Febbraio 2023, rispondono al consigliere di minoranza Fabio Orsi a proposito della destinazione dei mutui non spesi.
A Maggio 2023 iniziano i lavori per il secondo lotto della piscina Zanelli.
A Novembre 2023 esce la notizia che all’esterno della piscina Zanelli di Savona non ci sarà l’area verde, ma ritornerà il parcheggio. Inizialmente il progetto prevede la costruzione della seconda vasca aperta e un prato che, però, probabilmente non si farà.
La Rari Nantes Savona sta elaborando un progetto, da realizzare in project financing, per il secondo lotto di Piscina Zanelli: tale progetto prevede la copertura della seconda vasca e riscaldamento con un impianto fotovoltaico. La durata dell’affidamento dell’impianto sarebbe commisurato all’investimento e, in questo caso, dovrebbe essere intorno ai 15-20 anni.
L’opera avrà un costo complessivo di 3.545.800 euro e sarà finanziata per 2.500.000 dai fondi del PNRR nell’ambito della missione 5 componente 2 “Sport e inclusione sociale”, ma richiederà un intervento diretto anche del Comune che dovrà finanziare la differenza.
A Dicembre 2024 la Rari Nantes formalizza la propria proposta al Comune: Rari Nantes Savona propone un intervento per il valore complessivo di euro 1.801.800 che, nel dettaglio, prevedono euro 986.000 di interventi sul secondo lotto realizzando, tra le altre cose, la copertura mobile, la centrale termica e una palestra. Sempre a Dicembre 2024 si ha la richiesta di “Ampliare orario e spazio della libera balneazione".